# Platynowe przeboje (album zespołu Akcent)
Platynowe przeboje – składanka największych przebojów zespołu Akcent, wydana w 2002 roku przez firmę fonograficzną Green Star na płycie i kasecie.

## Lista utworów (płyta CD)
1. „Moja gwiazda”
2. „Miła ma”
3. „Wspomnienie”
4. „Życie to są chwile”
5. „Otwarte serce”
6. „Wyspa szczęśliwych snów”
7. „Pszczółka Maja”
8. „Dziewczyna z klubu disco”
9. „Tabu tibu”
10. „Peron łez”
11. „Gdzie jesteś gdzie”
12. „Wyznanie”
13. „Pada deszcz”
14. „Żegnaj mała”
15. „Rodzinny dom”
16. „Daj mi gitarę”

## Lista utworów (kaseta magnetofonowa)
Strona A
1. „Moja gwiazda”
2. „Miła ma”
3. „Wspomnienie”
4. „Życie to są chwile”
5. „Otwarte serce”
6. „Wyspa szczęśliwych snów”

Strona B
1. „Pszczółka Maja”
2. „Dziewczyna z klubu disco”
3. „Tabu tibu”
4. „Peron łez”
5. „Gdzie jesteś gdzie”
6. „Wyznanie”

## Aranżacje utworów
- Tomasz Sidoruk – utwory: 1, 5, 11
- Tomasz Ring – utwory: 2, 6, 12
- Marek Zrajkowski i Ernest Sienkiewicz – utwory: 3, 7, 8, 13, 15, 16
- Dariusz Trzewik i Witold Waliński (Play & Mix) – utwory: 4, 9, 10, 14